# Olli Suolahti
Olli Suolahti, ursprungligen Otto Isidor Palander, född 28 oktober 1885 i Björneborg, död 4 november 1951 i Vammala, var en finländsk musiker (kantele), sångare och sångtextförfattare.
Suolahti hade en lång karriär som turnerande kantelespelare, såväl i Finland som i Amerika och Centraleuropa. Särskilt uppmärksammad blev han för sina konserter i Spanien, där han fick tillfälle att spela för den spanska kungafamiljen. Suolahti var också en av få finländare som under mellankrigstiden dömdes på grund av sin homosexualitet.

## Biografi

### Tidiga år

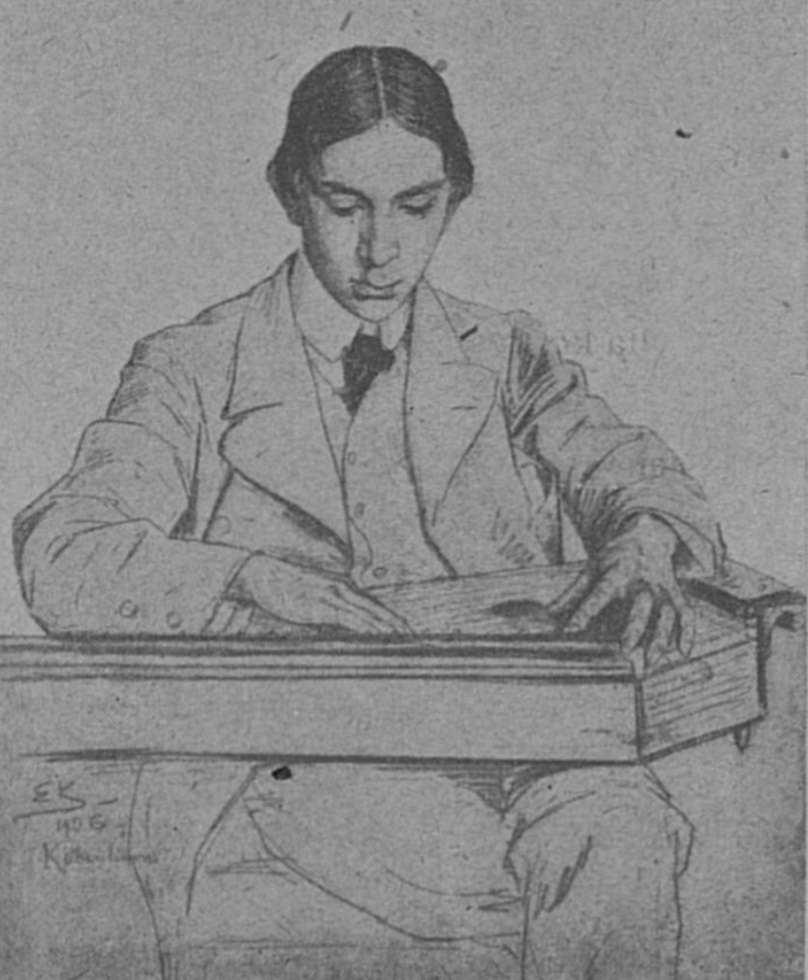
En ung Olli Suolahti med kantelen i famnen. Teckning av okänd konstnär.

Suolahti föddes i Björneborg som son till bokhandlaren Karl Otto Palander och Katharina Johanna Nyroos. I familjen fanns sju barn, varav Olli var yngst. 1889 flyttade fadern efter moderns död till Ruovesi och sedan vidare till Helsingfors. 1893 gick han i konkurs och flyttade med barnen till Lembois.
Fadern avled när sonen var fyra år gammal, varefter han flyttade till sin äldre bror i Nyslott. Han skrevs in vid lyceet där 1895, men på grund av problem med matematiken, avslutade han studierna redan 1901. Släkten Suolahti kom ursprungligen från Suolahti utanför Jyväskylä och bar efternamnet Suolahti fram till 1700-talet, då namnet försvenskades till Palander. I tonåren antog dock Olli  det gamla släktnamnet och kallade sig därefter Olli Suolahti. Som riktigt ung var Suolahti mer intresserad av pilbågsskytte än av musik, men under en sommarvistelse på Saarijärvi år 1900 hittade han i ett torp en trasig kantele, vilken han reparerade och lärde sig själv att spela. Sina första musikaliska framträdanden gjorde han i Saarijärvi och gav sin första konsert i början av seklet.

### Turnerande trubadur
1903 gjorde han en konsertresa till USA och studerade sedan tre år vid Helsingfors klockare-organistskola, där han undervisades av bland andra Oskar Merikanto. Han bedrev också studier vid Helsingfors institut för kyrkomusik, varifrån han utexaminerades 1910. På 1910-talet gav han åtskilliga konserter, bland annat på Finska samskolan i Karleby i november 1912. Sitt verkliga genombrott som musiker fick Suolahti på hösten 1920, då han gjorde en omfattande konsertresa till Spanien, där han bland annat uppträdde på kasinot i San Sebastian. Recensionerna blev mycket goda och han inbjöds att sjunga för den svenska operasångerskan Kristina Nilsson, som då vistades i San Sebastián. Nilsson lovordade Suolahtis musikalitet och gav honom en kravattnål i silver som tack. Inte långt senare inbjöds Suolahti till slottet i San Sebastián för att spela finska folksånger för änkedrottningen Maria Christina. Änkedrottningen blev mycket imponerad och tackade Suolahti med att på finska säga "Kiitos". Efter vistelsen i San Sebastian följde en längre konsertresa till Madrid och andra spanska storstäder.
På våren 1923 konserterade Suolahti i Kairo och i Jerusalem. Senare under decenniet uppträdde han i Sydamerika, Paris, Stockholm och Köpenhamn. Han uppträdde också på flera orter vid Medelhavet, hos spanska kungaparet och spelade för kejsaren av Abessinien. Suolahtis kantele var särskilt tillverkad för konserter; den bestod av 36 strängar och dess tonläge översteg fem och en halv oktav.
Suolahti avled 1951 av en hjärtinfarkt under en konsertresa i Vammala. Fram till sin död hade Suolahti gjort över 80 skivinspelningar, de första 1905 tillsammans med Pasi Jääskeläinen. På 1920- och 1930-talen uppträdde han också regelbundet i finska Rundradion. 1946 gav han ut memoarboken Trubaduurina kaukomailla.

### Åtal för homosexualitet
I september 1932 arresterades Suolahti för att han på ett värdshus i Tammerfors haft sexuellt umgänge med en annan man. Suolahti dömdes till villkorligt fängelsestraff, men rättsaken offentliggjordes först 2015. Suolahti var därmed en av få finländare som under mellankrigstiden dömdes för homosexualitet.